# Marceline (Missouri)
Pour les articles homonymes, voir Marceline.
Marceline est une ville de l'État du Missouri, aux États-Unis, qui s’étend sur les comtés de Linn et Chariton. Marceline est surtout connue pour avoir été la ville où Walt Disney passa une partie de son enfance et dont il s'inspira pour Main Street, USA, la rue servant d'entrée pour Disneyland.